# AB星等
AB星等是一個星等系統。與許多其他星等系統不同，它是基於以絕對單位，即光譜通量密度校準的通量量測。

## 釋義
「單色」AB星等被定義為光譜通量密度的對數，具有星等的通常標度，零點約為3631揚斯基（符號為Jy）， 此處1Jy = 10−26 W Hz−1 m−2 = 10−23 erg s−1 Hz−1 cm−2（「大約」是因為零點的真正定義是基於如下所示的幅度）。如果光譜通量密度表示為fν，單色AB星等為
{\displaystyle m_{\text{AB}}\approx -2.5\log _{10}\left({\frac {f_{\nu }}{3\,631{\text{ Jy}}}}\right),}
或，具有fν單位仍然是揚斯基,
{\displaystyle m_{\text{AB}}=-2.5\log _{10}f_{\nu }+8.90.}
確切的定義是相對於以cgs單位來表述的erg s−1 cm−2 Hz−1:
{\displaystyle m_{\text{AB}}=-2.5\log _{10}f_{\nu }-48.60.}
反轉這一點可以得到數值的真實定義「3631 Jy」經常被引用的：
{\displaystyle f_{\nu ,0}=10^{\tfrac {48.60}{-2.5}}\approx 3.631\times 10^{-20}} erg s−1 cm−2 Hz−1
實際的測量總是在一些連續的波長範圍內進行。定義了「帶通」AB星等，使得零點對應於大約為3631 Jy：
{\displaystyle m_{\text{AB}}\approx -2.5\log _{10}\left({\frac {\int f_{\nu }{(h\nu )}^{-1}e(\nu )\,\mathrm {d} \nu }{\int 3\,631{\text{ Jy}}\,{(h\nu )}^{-1}e(\nu )\,\mathrm {d} \nu }}\right),}
此處e(ν)是「等能量」濾波器響應函數(hν)−1術語假定檢測器是光子計數裝置，例如CCD或光電倍增器（濾波器響應有時被表示為量子效率，也就是說，根據其每光子的響應，而不是每單位能量的響應。在這些情况下，(hν)−1項已被折疊到e(ν)的定義中，不應包括在內。）。
STMAG系統被類似地定義，但用於每單位波長間隔的恒定通量。
因為沒有使用相對參攷對象，AB星等代表的是絕對標準（不像使用織女星作為基線對象）。如果從10秒差距的距離看，這一定不能與物體的視亮度意義上的絕對星等混淆。

## fλ的表達方式
在一些領域中以每單位波長表示光譜通量密度fλ，而不是每單位頻率fν。在任何特定波長下，
{\displaystyle f_{\nu }={\frac {\lambda ^{2}}{c}}f_{\lambda },}
此處fν是按頻率量測（例如，以赫茲為單位），以及fλ。如果波長單位是ångström，
{\displaystyle {\frac {f_{\nu }}{\text{Jy}}}=3.34\times 10^{4}\left({\frac {\lambda }{\mathrm {\AA} {}}}\right)^{2}{\frac {f_{\lambda }}{{\text{erg}}{\text{ cm}}^{-2}{\text{ s}}^{-1}\mathrm {\AA} ^{-1}}}.}
然後可以將其插入上述方程中。
給定帶通的「樞軸波長」是λ的值，這使得上述轉換對於在該帶通中進行的觀測是精確的。對於如上定義的等能量響應函數，它是
{\displaystyle \lambda _{\text{piv}}={\sqrt {\frac {\int e(\lambda )\lambda \,\mathrm {d} \lambda }{\int e(\lambda )\lambda ^{-1}\,\mathrm {d} \lambda }}}.}
對於量子效率約定中表示的響應函數，它是：
{\displaystyle \lambda _{\text{piv}}={\sqrt {\frac {\int e(\lambda )\,\mathrm {d} \lambda }{\int e(\lambda )\lambda ^{-2}\,\mathrm {d} \lambda }}}.}

## 從其它星等系統轉換
AB星等系統中的幅值可以轉換為其他系統。然而，由於所有星等系統都涉及在一些假設通帶上對一些假設源譜的積分，因此這種轉換不一定是微不足道的計算，並且精確的轉換取決於所討論的觀測值的實際通帶。不同的作者計算了標準情况下的轉換。

## 外部連結
- Conversion from AB magnitudes to Johnson magnitudes